# خورخي بيرموديز
خورخي بيرموديز (بالإسبانية: Jorge Bermúdez)‏ (مواليد 18 يونيو 1971) هو لاعب كرة قدم. يلعب مع منتخب كولومبيا لكرة القدم. سبق له أن لعب في كأس العالم لكرة القدم مع منتخب بلاده.

## روابط خارجية
- خورخي بيرموديز على موقع الاتحاد الدولي (مؤرشف)  (الإنجليزية)
- خورخي بيرموديز على موقع الاتحاد الأوربي (الإنجليزية)
- خورخي بيرموديز على موقع قاعدة بيانات كرة القدم.إي يو (الإنجليزية)
- خورخي بيرموديز على موقع ناشيونال فوتبول تيمز (الإنجليزية)
- خورخي بيرموديز على موقع أوليمبيديا (الإنجليزية)